# Кальмар и кит
«Кальмар и кит» (англ. The Squid and the Whale) — американский независимый комедийно-драматический фильм 2005 года, снятый режиссёром Ноа Баумбахом и продюсером Уэсом Андерсоном. В нём рассказывается полуавтобиографическая история двух мальчиков из Бруклина, переживающих развод своих родителей в 1986 году. Фильм назван в честь диорамы гигантских кальмаров и кашалотов, которая находится в Американском музее естественной истории и которую можно увидеть в фильме. Фильм был снят на супер-16-миллиметровую камеру, в основном с помощью портативной камеры.
На кинофестивале «Сандэнс» 2005 года фильм получил награды за лучшую драматическую режиссуру и сценарий, а также был номинирован на главный приз жюри. Позже Баумбах был номинирован на премию «Оскар» за лучший оригинальный сценарий. Фильм получил 6 номинаций на премию Независимый дух и 3 номинации на премию «Золотой глобус». Баумбах стал одним из немногих сценаристов, получивших награды «Большой четвёрки» критиков (Ассоциация кинокритиков Лос-Анджелеса, Национальный совет кинокритиков США, Национальное общество кинокритиков США и New York Film Critics Circle).

## Сюжет
В 1986 году, Бернард Беркман - высокомерный, когда-то многообещающий писатель, чья карьера постепенно пошла на спад; он не может найти агента. Его жена Джоан недавно начала публиковать свои собственные работы, получившие широкое признание, что только усиливает растущее напряжение между ними.
Однажды Бернард и Джоан сообщают двум своим сыновьям, 16-летнему Уолту и 12-летнему Фрэнку, что они расстаются, и Бернард снимает дом на другой стороне Проспект-парка от их дома в Парк-Слоуп, Бруклин. Родители соглашаются на совместную опеку и на то, чтобы проводить равное время со своими детьми, но после расставания родительские отношения становятся более напряжёнными, чем раньше.
Джоан начинает встречаться с Айваном, инструктором Фрэнка по теннису, а Бернард начинает делить свой новый дом с Лили, одной из своих учениц. Два мальчика начинают принимать чью-либо сторону в битве между родителями: Фрэнк становится на сторону матери, а Уолт - отца. Уолт боготворит их отца и пытается подражать ему: он винит их мать.
Наряду с проблемами, которые оба мальчика проявляют в разговоре с родителями, они также демонстрируют внутреннюю борьбу и совершенно разные способы преодоления стресса, вызванного разводом родителей. Фрэнк постоянно мастурбирует в школе; он начинает пить пиво и подражает манерам Айвана. Находясь под чрезмерным влиянием своего отца, Уолт портит отношения со своей девушкой Софи, и она расстается с ним. Он выступает и утверждает, что написал песню Pink Floyd Hey You на школьном шоу талантов. После того, как он занял первое место и получил похвалу от своей семьи и друзей, в его школе поняли, что он не писал эту песню. В этот момент в школу вызывают Бернарда и Джоан, чтобы обсудить Уолта. Все они согласны с тем, что ему следует обратиться к психотерапевту.
На встрече с психотерапевтом Уолт начинает смотреть на вещи без тени отцовского мнения. Психотерапевт просит Уолта оставить о себе приятные воспоминания. После некоторого колебания он рассказывает, как его мать водила его, когда он был совсем маленьким, на выставку гигантских кальмаров и китов в Американском музее естественной истории; выставка пугала его, поэтому он смотрел на неё сквозь пальцы. Потом, дома, они обсуждали увиденное. По мере того, как они разговаривали, выставка становилась менее пугающей. Уолту становится ясно, что отца на самом деле никогда не было рядом, и что заботилась о нём только мать.
После жаркого спора между Бернардом и Джоан по поводу опеки и того, примет ли Джоан его обратно, Бернард падает в обморок на улице возле их дома и попадает в больницу. Бернард просит Уолта остаться с ним, но Уолт вместо этого бежит в Музей естественной истории. Фильм заканчивается тем, что он стоит перед экспонатом и теперь может его рассмотреть.

## Актёрский состав
- Джефф Дэниелс — Бернард Беркман
- Лора Линни — Джоан Беркман
- Джесси Айзенберг — Уолт Беркман
- Оуэн Клайн — Фрэнк Беркман
- Анна Пэкуин — Лили
- Уильям Болдуин — Айван
- Хэлли Файффер — Софи Гринберг
- Кен Люн — школьный психотерапевт
- Дэвид Бенгер — Карл
- Адам Роуз — Отто
- Питер Ньюман — мистер Гринберг
- Пегги Гормли — миссис Гринберг
- Грета Клайн — Грета Гринберг
- Марианн Планкетт — мисс Лемон

## Производство
Фильм был снят за 23 дня. Из-за экономии бюджета и для аутентичности Линни и Дэниелс во время съёмок носили одежду родителей Баумбаха.

## Саундтрек
1. «Park Slope» — Britta Phillips & Dean Wareham
2. «Courting Blues» — Bert Jansch
3. «Holland Tunnel» — Джон Филлипс
4. «Lullaby» — Loudon Wainwright III
5. «Heart Like a Wheel» — Kate & Anna McGarrigle
6. «The Bright New Year» — Берт Дженш
7. «Drive» — The Cars
8. «Let’s Go» — The Feelies
9. «Figure Eight» — Blossom Dearie
10. «Come Sing Me a Happy Song to Prove We All Can Get Along the Lumpy, Bumpy, Long & Dusty Road» — Bert Jansch
11. «Hey You» — Pink Floyd (Performed by Dean Wareham)
12. «Family Conference» — Britta Phillips & Dean Wareham
13. «Street Hassle» — Лу Рид
14. «The Swimming Song» — Loudon Wainwright III

## Награды и номинации
- 2006 — номинация на премию «Оскар» за лучший оригинальный сценарий (Ной Баумбах)[3]
- 2006 — три номинации на премию «Золотой глобус»: лучший фильм — комедия или мюзикл, лучшая мужская роль — комедия или мюзикл (Джефф Дэниэлс), лучшая женская роль — комедия или мюзикл (Лора Линни)[4]
- 2006 — три номинации на премию «Выбор критиков»: лучший молодой актёр (Оуэн Кляйн и Джесси Айзенберг), лучший сценарий (Ной Баумбах)[5]
- 2006 — шесть номинаций на премию «Независимый дух»: лучший фильм (Уэс Андерсон, Питер Ньюман, Чарли Корвин, Клара Маркович), лучший режиссёр (Ной Баумбах), лучшая мужская роль (Джефф Дэниэлс), лучшая женская роль (Лора Линни), лучшая мужская роль второго плана (Джесси Айзенберг), лучший сценарий (Ной Баумбах)[6]
- 2006 — номинация на премию Гильдии сценаристов США за лучший оригинальный сценарий (Ной Баумбах)
- 2006 — номинация на премию «Молодой актер» лучшему молодому актеру второго плана (Оуэн Кляйн)
- 2005 — премия «Спутник» за лучшую женскую роль второго плана — драма (Лора Линни), а также номинация за лучший оригинальный сценарий (Ной Баумбах)
- 2005 — премия Национального совета кинокритиков США за лучший оригинальный сценарий (Ной Баумбах)
- 2005 — два приза кинофестиваля «Сандэнс»: лучший режиссёр в категории «драма» (Ной Баумбах), награда за лучший сценарий имени Уолдо Солта (Ной Баумбах), а также номинация на Гран-при жюри в категории «драма» (Ной Баумбах)